# Claudia Rahnfeld

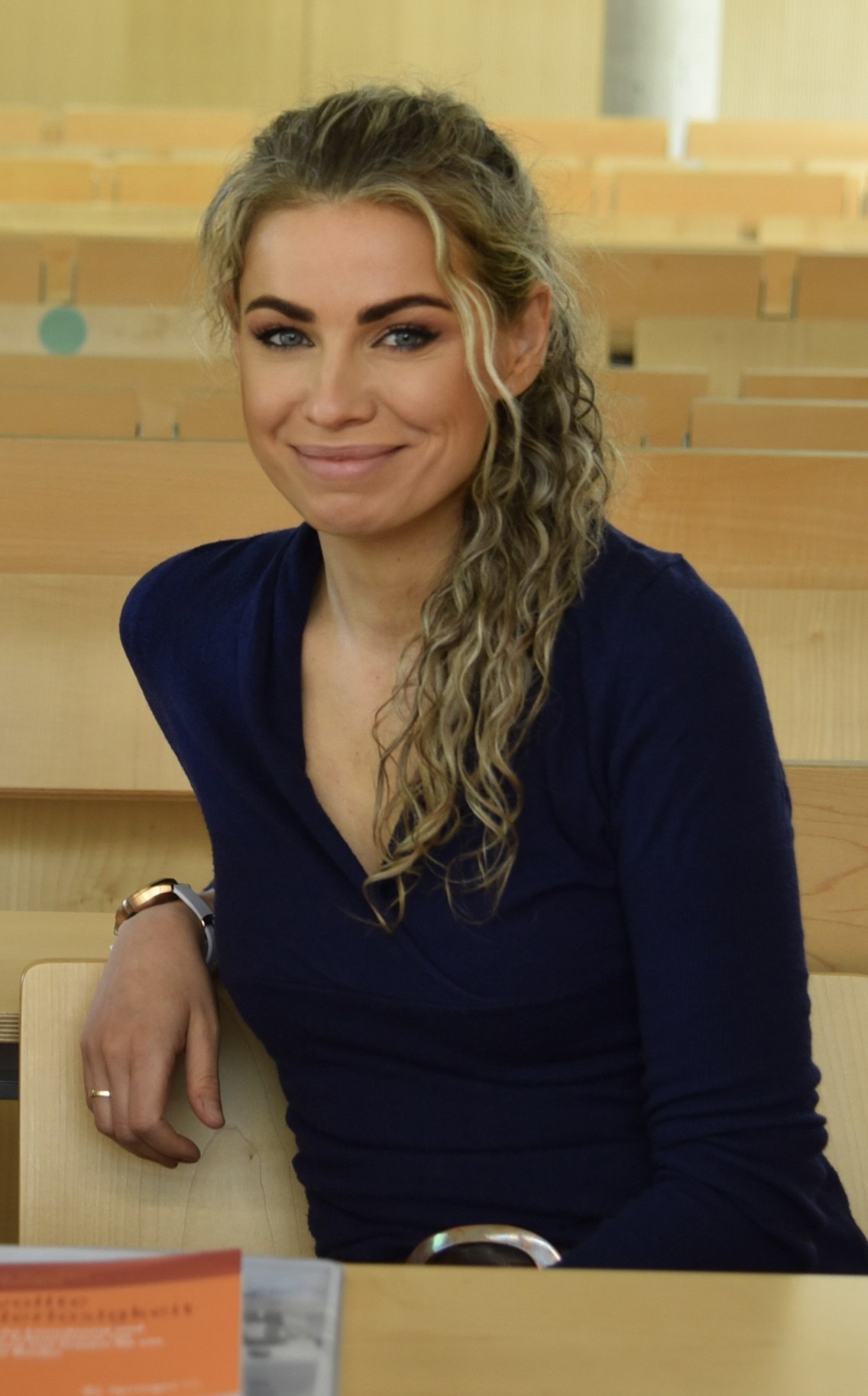
Claudia Rahnfeld, (2022)

Claudia Rahnfeld (* 1985 in Greiz) ist eine deutsche Sozialwissenschaftlerin, Autorin und Hochschullehrerin. Seit 2018 ist sie Professorin für Angewandte Sozialwissenschaften an der Dualen Hochschule Gera-Eisenach. Ihre Arbeits- und Forschungsschwerpunkte umfassen soziale Ungleichheiten in den Bereichen Bildung, Geschlecht und Herkunft sowie Fragen des Managements und der Steuerung.  

## Leben
Claudia Rahnfeld studierte von 2005 bis 2009 Sozialwissenschaften an der Ernst-Abbe-Hochschule Jena. 2013 promovierte sie an der Martin-Luther-Universität Halle-Wittenberg im Fach Erziehungswissenschaft. Parallel arbeitete sie in der wissenschaftlichen Politikberatung, unter anderem für das Bundesministerium für Bildung und Forschung am Deutschen Zentrum für Luft- und Raumfahrt. Mit 30 Jahren erhielt sie ihren ersten Ruf an die Evangelische Hochschule TABOR in Marburg. Von 2016 bis 2018 war sie dort als Professorin für Interdisziplinäre Grundlagen der Sozialen Arbeit tätig. Seit 2018 ist sie Professorin für Angewandte Sozialwissenschaften an der Dualen Hochschule Gera-Eisenach.

## Arbeit
Rahnfelds Forschungsschwerpunkte liegen in den Bereichen gesellschaftlicher Ungleichheiten, insbesondere im Zusammenhang mit Bildung, Geschlecht und sozialer Herkunft, sowie in Fragen des Managements und der Steuerungim öffentlichen Sektor. Zu diesen Themen hat sie zahlreiche Bücher und wissenschaftliche Beiträge veröffentlicht.
Zu ihren bekanntesten Arbeiten zählen die Leitung der bisher umfassendsten Studie zu den Ursachen gewollter Kinderlosigkeit bei Frauen sowie Untersuchungen zu Männlichkeit und Vaterschaft.
Claudia Rahnfeld tritt regelmäßig als Interviewpartnerin in verschiedenen Medien und Podcasts auf (ZDF, ARD, 3sat, Süddeutsche Zeitung, WissenWeekly, Frankfurter Rundschau, MDR, Tagesschau: Zukunftspodcast, Der Spiegel, WDR, Die Zeit, Spektrum der Wissenschaft, Deutsche Welle und weitere).
Seit 2019 ist sie Präsidentin der BuntStiftung des Paritätischen Wohlfahrtsverbands Thüringen.

## Monografien (Auswahl)
- Soziale Probleme verstehen und erforschen. UTB, 2024, ISBN 978-3-8252-6398-0.
- Gewollte Kinderlosigkeit: Theoretische Einordnung und empirische Erkenntnisse zur Entscheidung von Frauen für ein Leben ohne Kinder. Mit Annkatrin Heuschkel, Springer Fachmedien, Wiesbaden 2023, ISBN 978-3-658-41973-8.
- Führungskultur in der Sozialwirtschaft: Grundlegende Überlegungen und Empirische Ergebnisse zum Selbstverständnis von Führungskräften. Springer Fachmedien, Wiesbaden 2022, ISBN 978-3-658-38450-0.
- Systemisches Management in sozialwirtschaftlichen Organisationen: Eine Einführung. Springer Fachmedien, Wiesbaden 2021, ISBN 978-3-658-29211-9.
- Diversity-Management: Zur sozialen Verantwortung von Unternehmen. Springer Fachmedien, Wiesbaden 2019, ISBN 978-3-658-23251-1.
- Theologie und Soziale Arbeit im Gespräch: Eine Gesellschaft – viele Herausforderungen. (Hrsg.), Springer Fachmedien, Wiesbaden 2019, ISBN 978-3-658-24212-1.
- Vernetzung von Elementar- und Primarbildung: Bedingungen und Grenzen organisationaler Steuerungs- und Lernprozesse. Springer Fachmedien, Wiesbaden 2014, ISBN 978-3-658-05391-8.